# Peña Sacra de Ranchiles
La Peña Sacra de Ranchiles es un yacimiento arqueológico situado en el municipio español de Tarifa (Cádiz).

## Descripción
Se trata de un afloramiento de arenisca de aproximadamente 16 x 12 metros de dimensión y 4 metros de altura, en el cual fue tallado un recorrido en espiral, constituido por escaleras y zonas allanadas, que asciende en sentido contrario a las agujas del reloj hasta la cúspide de la roca.
El acceso se hace a través de cuatro peldaños toscamente tallados en el lado Este, que ascienden hacia el Norte. Junto a dicha escalera - E.A - e inmediatamente a la izquierda, se distingue una plataforma rectangular, enteramente rebajada en la roca. El último peldaño de la escalera abre paso a una especie de pasillo recortado artificialmente, con unos 60 cm de anchura, que contorna la cúspide de la roca, girando unos 90° por el lado Norte y conduce a un nuevo tramo de escaleras que remontan la roca hacia el punto más alto. Esta segunda escalera – E.B - se distingue tipológicamente de la anterior, con siete peldaños más regulares y bien tallados que suben hacia el E. El último escalón da acceso a un conjunto de cuatro cavidades de origen natural, que se disponen en cascada, a diferentes alturas, rebajando su capacidad hacia el NE. La plataforma rectangular que se extiende hacia el sur parece corresponder, sin embargo, a los cimientos de una construcción, encontrándose los laterales sur y este en perfecta escuadría.

## Interpretación
Por sus similitudes con otras construcciones como el santuario de Ulaca o el santuario de Panóias, parece ser un nemeton o altar de sacrificios céltico. Los habitantes prerromanos de la zona hubieron de ser los turdetanos o bástulos, descendientes de Tartessos, cuyo rey Argantonio contaba con numerosos mercenarios célticos. Además, el cercano yacimiento de la Silla del Papa fue, en la opinión de Adolf Schulten, el Mons Beleia donde Sertorio reunió en el 80 a. C. a sus aliados lusitanos, pueblo de cultura celta.